# Stadion Czair
Stadion Czair (mac. Стадион Чаир) – stadion piłkarski w Skopju, stolicy Macedonii Północnej. Obiekt może pomieścić 4500 widzów. Swoje spotkania rozgrywają na nim piłkarze klubu KF Shkupi (klub ten, identyfikowany z mniejszością albańską, uważany jest za kontynuatora tradycji nieistniejącej już Słogi Skopje, dawnego gospodarza stadionu Czair, trzykrotnego mistrza Macedonii – w latach 1999, 2000, 2001; w przeszłości gospodarzem obiektu był również klub Bałkan Skopje). Stadion pierwotnie posiadał jedną trybunę, po stronie zachodniej, w latach 2019–2020 wybudowano także drugą trybunę, po stronie wschodniej.